# آرام‌اس نیاگارا
آرام‌اس نیاگارا (به انگلیسی: RMS Niagara) یک کشتی بود که طول آن ۱۶۵٫۵ متر (۵۴۳ فوت) بود. این کشتی در سال ۱۹۱۲ ساخته شد.